# Domácí řád věrnosti
Domácí řád věrnosti (německy Hausorden der Treue, původně Ordre de la Fidelite) byl bádenský dynastický řád. Založil ho 17. června 1715 bádenský markrabě Karel Vilém Bádensko-Durlašský, při příležitosti položení základního kamene jeho nové rezidence v Karlsruhe, jako záslužný řád, udělovaný příslušníkům vládnoucího rodu, cizím panovníkům a nejvyšším hodnostářům země. Byl udělován v jediné třídě, v roce 1803 markrabě Karel Fridrich Bádenský přidal komandérský stupeň, který byl však roku 1840 zrušen. Později roku 1902 byl k řádu připojen Kříž pro princezny

## Vzhled řádu
Odznakem je zlatý maltézský kříž vyvedený v červeném smaltu, zakončený kuličkami a převýšený korunou. Mezi jednotlivými rameny kříže jsou vsazeny zkřížené iniciály zakladatele C. V bílém středovém medailonu jsou vyobrazeny zelené pahorky převýšené červenými dvěma zkříženými iniciálami C a černým nápisem FIDELITAS (Věrnost). Na zadní straně je pak umístěn zemský znak Bádenska.
Hvězda je stříbrná a osmicípá s řadovým křížem ve středu. Barva study je oranžová s tenkými stříbrnými postranními pruhy.

## Dělení a způsoby nošení
Řád se uděloval v jedné třídě velkokříže. V letech 1803–1840 byl také udělován v druhé třídě komandéra.
- velkokříž (odznak na velkostuze, hvězda)
- komandér
- kříž pro princezny

## Galerie

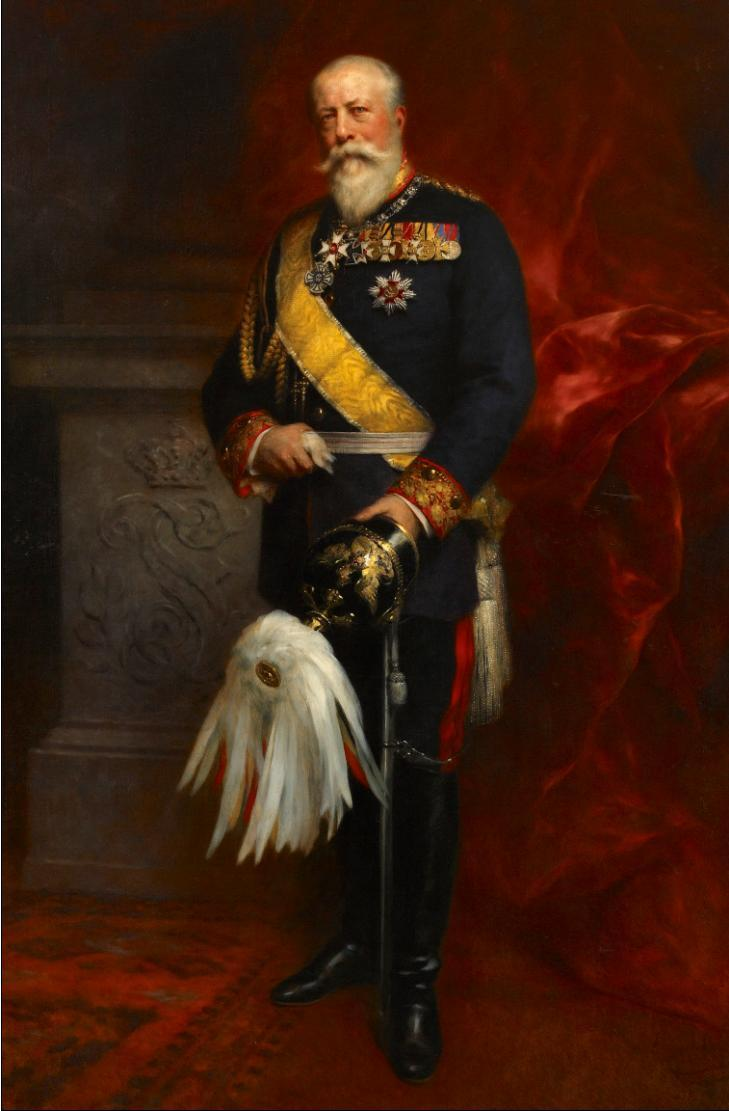
Bádenská velkovévoda Fridrich I. (1826–1907) v galauniformě s velkostuhou Řádu věrnosti a hvězdou
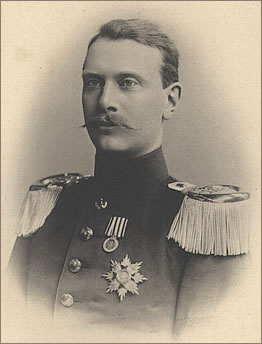
Bádenský velkovévoda Fridrich II. (1857–1928) ve vojenské uniformě s řádovou hvězdou